# Andreas Winter (Fußballspieler)
Andreas Winter (* 21. August 1958) ist ein ehemaliger deutscher Fußballspieler. In der höchsten Spielklasse des DDR-Fußballs, der Oberliga, spielte er für den FC Rot-Weiß Erfurt.

## Sportliche Laufbahn

### Gemeinschafts-, Club- und Vereinsstationen
Nach seinem Oberligadebüt 1979/80 erkämpfte sich der 1,76 Meter große Fußballer Anfang der 1980er-Jahre einen Stammplatz beim FC Rot-Weiß Erfurt, dessen Jugendabteilung er seit 1970 angehörte und mit dessen Nachwuchsoberligateam er im Frühjahr 1980 den Titel holte. In drei Spielzeiten in Folge (1981/82 bis 1983/84) absolvierte der Defensivspieler mehr als 20 der 26 möglichen Saisonspiele für die Erfurter in der höchsten Spielklasse des DDR-Fußballs. Bis zum Spieljahr 1985/86, das die Erfurter auf Rang 10 abschlossen, war Andreas Winter in insgesamt 97 Oberligapartien am Ball, in denen ihm 19 Treffer gelungen sind.
Bis zur letzten eigenständigen Saison des ostdeutschen Zweitligafußballs war er nach seiner Zeit beim FC Rot-Weiß in der Liga aktiv. Zunächst lief der Mechaniker für Daten- und Büromaschinen in der zweithöchsten Spielklasse für die BSG Chemie IW Ilmenau und die BSG Motor Nordhausen sowie ab 1988 für die BSG Motor Weimar auf. Für den nach der Wende als SC 1903 Weimar auftretenden Verein blieb er auch in der Premierensaison der Amateur-Oberliga im NOFV-Bereich treu und steuerte in der 1. Halbserie in acht Spielen einen Treffer bei, bevor seine Karriere im überregionalen Fußball endete.

### Auswahleinsätze
Der RWE-Akteur bestritt sieben Partien für die DDR-Olympiamannschaft, in denen er einen Treffer erzielte. Nachdem er im Zuge der Neuformation dieser Auswahl für das olympische Fußballturnier 1984 in Los Angeles zunächst häufig – dabei stets in der Startelf – zum Einsatz gekommen war, wurde er in der Qualifikation selbst nur noch einmal als Einwechselspieler im Mai 1983 gegen Dänemark für eine Minute aufgeboten. Im Frühjahr 1984 war er in zwei Matches für die U-21 der DDR am Ball, in denen er zusammen mit Udo Schmuck zu den damals spielberechtigten älteren Akteuren zählte, die Auswahlcoach Horst Brunzlow zum Anleiten und Stabilisieren der jungen Spieler aufstellte.